# Первая осада Месолонгиона

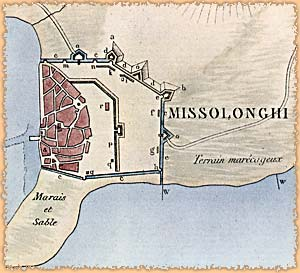
Карта укреплений Месолонгиона

Первая осада Месолонгиона (греч. Πρώτη πολιορκία του Μεσολογγίου) — осада османскими войсками в октябре — декабре 1822 года, на начальном этапе войны за независимость Греции (1821—1829 годов), расположенного на западе Средней Греции городка Месолонгион.

## Предыстория
Городок Месолонгион расположен на западе Средней Греции, у устья реки Ахелоос, которая в своем впадении в Ионическое море образует полу-пресноводную мелководную лагуну Месолонгион. Греки именуют её лимно-таласса то есть озеро-море, сродни южнорусскому слову (опять-же греческого корня) лиман. В самой лагуне расположен рыбацкий городок Этоликон. В Греции десятки мощных крепостей и городов-крепостей, но именно этому городку, с его низкой стенкой-оградой, которую сами защитники шутя называли «коровьим загоном», было суждено в годы освободительной войны затмить славу всех остальных крепостей.
Греческая революция разразилась в марте 1821 года. 20 мая греческий флот под командованием Миаулиса встал за островками, отделяющими лагуну от моря. С появлением флота Месолонгион и Этолико восстали на следующий день, 21 мая.
20 июля в Грецию, и именно в Месолонгион, прибыл греческий политик Маврокордато. Он сделал город центром своей политической деятельности. С 4 по 9 ноября здесь состоялось собрание представителей западной Средней Греции.
В течение всего 1821 года султанские войска в провинции Эпир, на северо-западе Греции, были заняты осадой города Янина, где оборонялся сепаратист Али-паша Тепеленский. Покончив с Али-пашой, турки перешли к военным действиям против сулиотов, которые к тому времени вернулись в свои горы. Революционная Греция решила помочь сулиотам.
11 мая 1822 года греческий парламент предоставил Маврокордато должность главнокомандующего силами западной Средней Греции, удовлетворив тем самым амбициям Маврокордато, который и на военном поприще желал обойти своего политического противника — Ипсиланти. Поход в Эпир под командованием Маврокордато закончился разгромом повстанцев 4 июля 1822 года (Битва при Пета).

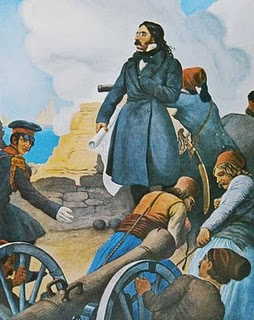
Маврокордато на позициях Месолонгиона

Потеряв всякую надежду на помощь, окруженные сулиоты подписали 28 июля в английском консульстве города Превеза условия сдачи Сули и оставили горы 2 сентября. Разгром и продолжающиеся политические интриги Маврокордато привели к тому, что многие местные военачальники Эпира и западной Средней Греции стали заключать сепаратные сделки, признавая власть султана, а некоторые даже перешли к сотрудничеству с турками. Ничто более не препятствовало османам в их продвижении на юг, к Месолонгиону.
Военачальник Варнакиотис в письме Маврокордато советовал ему укрепить стенку и копать рвы, но тот счел «детскими и глупыми планы укрепления Месолонгиона», ответив, что «если мы выкопаем и 10 рвов, то все равно ничего не достигнем».
Тем временем сулиот Боцарис и Георгиос Кицос попытались остановить продвижение турок на юг у Кефаловрисо, но были разбиты. Повстанцы разбежались. Боцарис и Кицос всего лишь с 35 бойцами вошли в Месолонгион.

## Начало осады
Турки подошли к городу 25 октября. Решид Мехмед-паша, лучший из военачальников, которыми располагала тогда Османская империя, считал, что город нужно брать с ходу. К счастью для греков, его предложение не было принято. Последнее слово было за Омер-пашой. Не располагая информацией о греческих силах в городе, но имея при себе многих греческих военачальников, он считал, что укрывшиеся за стеной Месолонгиона также сдадутся без боя. Омер-паша начал переговоры.
8 ноября 7 кораблей острова Идра под командованием Л. Панайотаса подошли к Месолонгиону. Маленькая турецкая флотилия, блокирующая Месолонгион с моря, срочно ушла. Один турецкий корабль был поврежден, но успел укрыться на острове Итака, находившимся тогда под британским контролем.
После этого 4 из кораблей Идры переправили с противоположного берега полуострова Пелопоннес 1300 бойцов под командованием Мавромихалиса. После прибытия подкреплений, Боцарис ведший переговоры с турками, «снял свою маску», говоря: «хотите нашу землю, идите брать её».
Многие жители региона, спасаясь от турок, по мере их продвижения на юг переправились на практически безлюдный остров Каламос, находившийся тогда, как и все Ионические острова, под британским контролем. Но британский губернатор Мэтланд потребовал от беженцев, чтобы они немедленно покинули «британскую территорию», чем оказал неожиданную услугу повстанцам. Беженцам не оставалось ничего другого, как покинуть Каламос и прятаться в камышах реки Ахелоос и залива Амвракикос. Вооружившись чем попало для самообороны, они начали партизанскую войну в тылу турок.

## Первое сражение
24 декабря один из осажденных в Месолонгионе, рыбача с плоскодонки, получил информацию от грека из турецкого лагеря, что османы произведут атаку на следующий день. Они полагали, что на Рождество большинство греков будут в церкви. Поэтому греческие командиры дали приказ закрыть все церкви и всем бойцам оставаться у стены.
Утром 25 декабря по пушечному выстрелу 800 албанцев, прятавшихся в камышах, неся с собой лестницы, стали карабкаться на стену, не ожидая встретить сопротивление. Плотный огонь стал неожиданностью для албанцев. Они отступили, но сразу же предприняли ещё одну атаку. Это был уже не бой, а бойня: албанцы оставили у стены 500 человек убитыми, в то время как греки потеряли только четырёх. После этой победы 3 греческих военачальника из османского лагеря бросают турок и присоединяются к осажденным.

## Конец осады
Потерпев поражение под стеной города, имея партизан в тылу, получив информацию о том, что Андруцос, победив турок на востоке Средней Греции, движется к Месолонгиону, а также учитывая зимнюю непогоду, турки приняли решение немедленно снять осаду и возвращаться в Эпир.

## Результаты
Месолонгион остался в греческих руках. Турки попытались взять его годом позже во время второй осады, но также без успеха. Город пал только после героической годовой обороны и прорыва в апреле 1826 года.